# Aleksander Dowgierd
Aleksander (Andrzej) Dowgierd (Dawgird) herbu Łabędź – cześnik czernihowski w 1673 roku, wojski żytomierski w latach 1664-1673.
Był elektorem Michała Korybuta Wiśniowieckiego z województwa wołyńskiego w 1669 roku.